# Duna

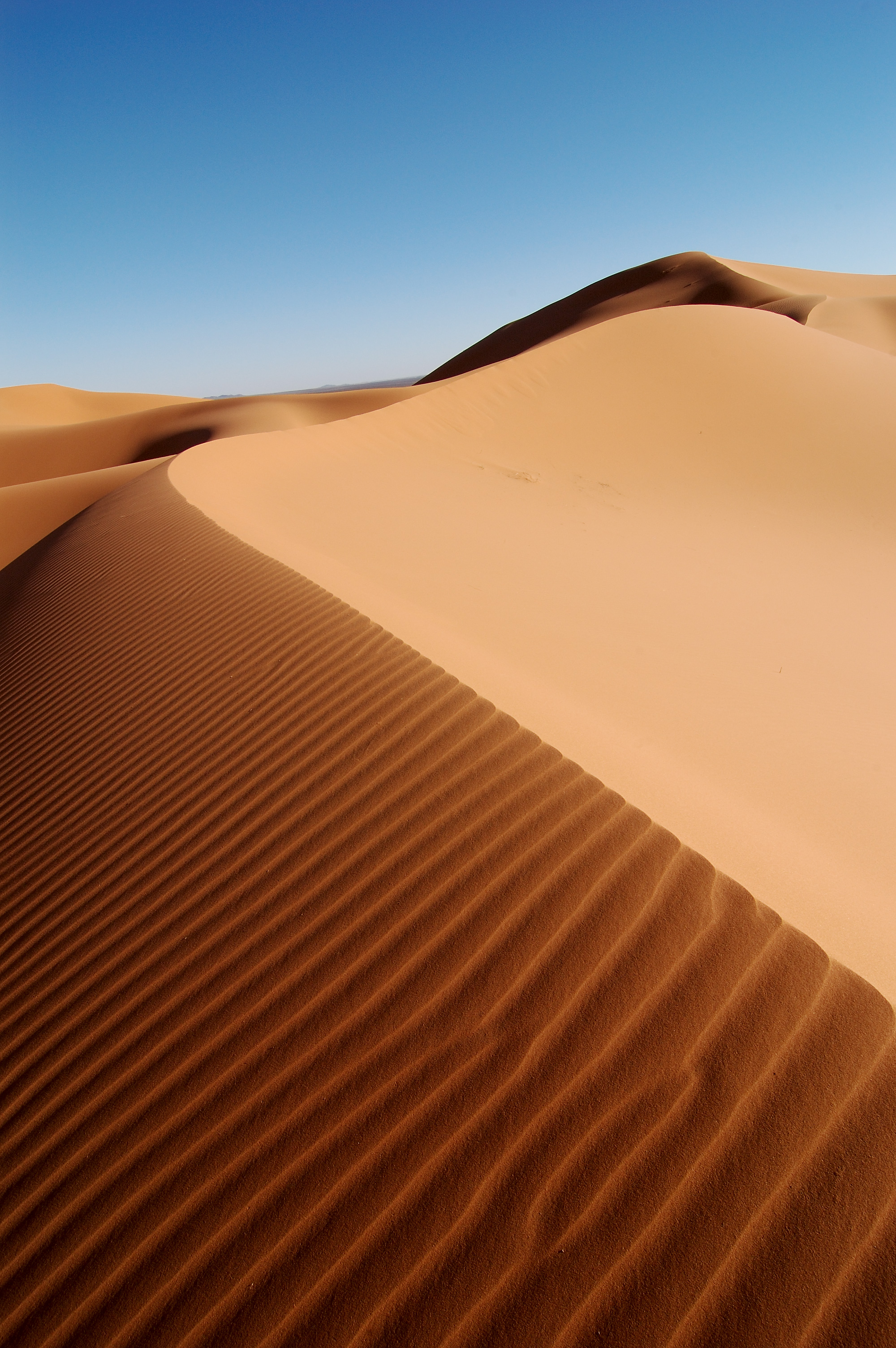
Dunas do Erg Chebbi, em Marrocos.

Em geografia física, duna ou médão é um monte de areia criado através de processos eólicos (relacionados ao vento) ou marítimos (por efeito da corrente do mar).
As dunas descobertas sujeitam-se à movimentação e mudanças de tamanho pela ação do vento. Quando o vento sopra, leva a areia, que, com o tempo, se amontoa numa duna. Por conseguinte, as dunas variam muito em tamanho, podendo nalguns casos chegar aos 400 metros de altura.
As grandes zonas desérticas constituídas de dunas móveis (especialmente do Saara) são conhecidas como ergs.

## Etimologia
O substantivo «duna» entra no português pelo francês dune, que por sua vez lhe chegou pelo neerlandês duin ou dune.
O substantivo médão entra no português por via do castelhano médano, que por sua vez lhe chegou do árabe-hispânico maydān.

## Tipos de dunas eólicas
Dentre as diversas formas de deposição de sedimentos eólicos atuais, destacam-se as dunas. Associam-se, a elas, feições sedimentares tais como estratificação cruzada e marcas onduladas, que, no entanto, não são exclusivas de construções sedimentares eólicas. Existem duas principais classificações para as dunas: uma considerando o seu aspecto como parte do relevo (morfologia), e a outra considerando a forma pela qual os grãos de areia dispõem em seu interior (estrutura interna). A classificação baseada na estrutura interna das dunas leva, em consideração, a sua dinâmica de formação, sendo reconhecidos dois tipos: as dunas estacionárias e as dunas migratórias. Algumas dunas acabam por se transformar em formações consolidadas, as chamadas dunas fósseis.

### Dunas estacionárias

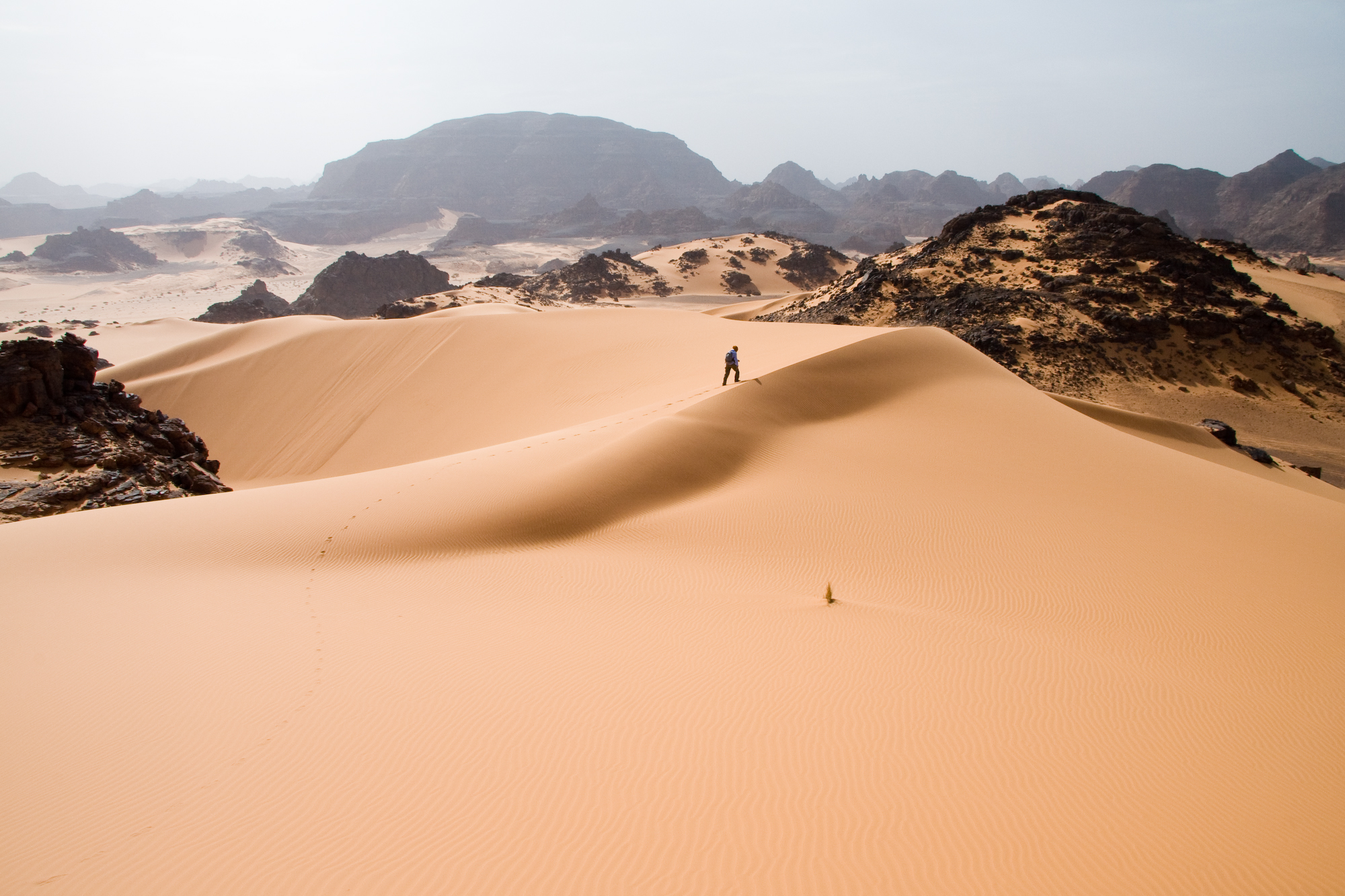
Dunas em Tadrart Acacus, uma área desértica no leste da Líbia.

Na construção da duna, os grãos de areia (geralmente quartzo) vão se agrupando de acordo com o sentido preferencial do vento, formando acumulações geralmente assimétricas, que podem atingir várias centenas de metros de altura e muitos quilômetros de comprimento. A parte da duna que recebe o vento (barlavento) possui inclinação baixa, de 5 a 15 graus normalmente, enquanto a outra face (sotavento), protegida do vento, é bem mais íngreme, com inclinação de 20 a 35 graus. Essa assimetria resulta da atuação da gravidade sobre a pilha crescente de areia solta. Quando os flancos da pilha excedem um determinado ângulo (entre 20 e 35 graus, dependendo do grau de coesão entre as partículas), a força da gravidade supera o ângulo de atrito entre os grãos e, em vez de se acumularem no flanco da duna, os grãos rolam declive abaixo e o flanco tende a desmoronar até atingir um perfil estável.
Nas dunas estacionárias, a areia deposita-se em camadas que acompanham o perfil da duna. Deste modo, sucessivas camadas vão se depositando sobre a superfície do terreno com o soprar do vento carregado de partículas, partindo de barlavento em direção a sotavento, criando uma estrutura interna estratificada. Embora, a sotavento da duna, ocorra forte turbulência gerada pela passagem do vento, os grãos de areia permanecem agregados aos estratos em formação, o que tende a impedir o movimento da duna. Estas dunas ficam imóveis por diversos fatores, tais como aumento de umidade, que aglutina os grãos pela tensão superficial da água, obstáculos internos (blocos de rocha, troncos etc.) ou desenvolvimento de vegetação associada à duna.

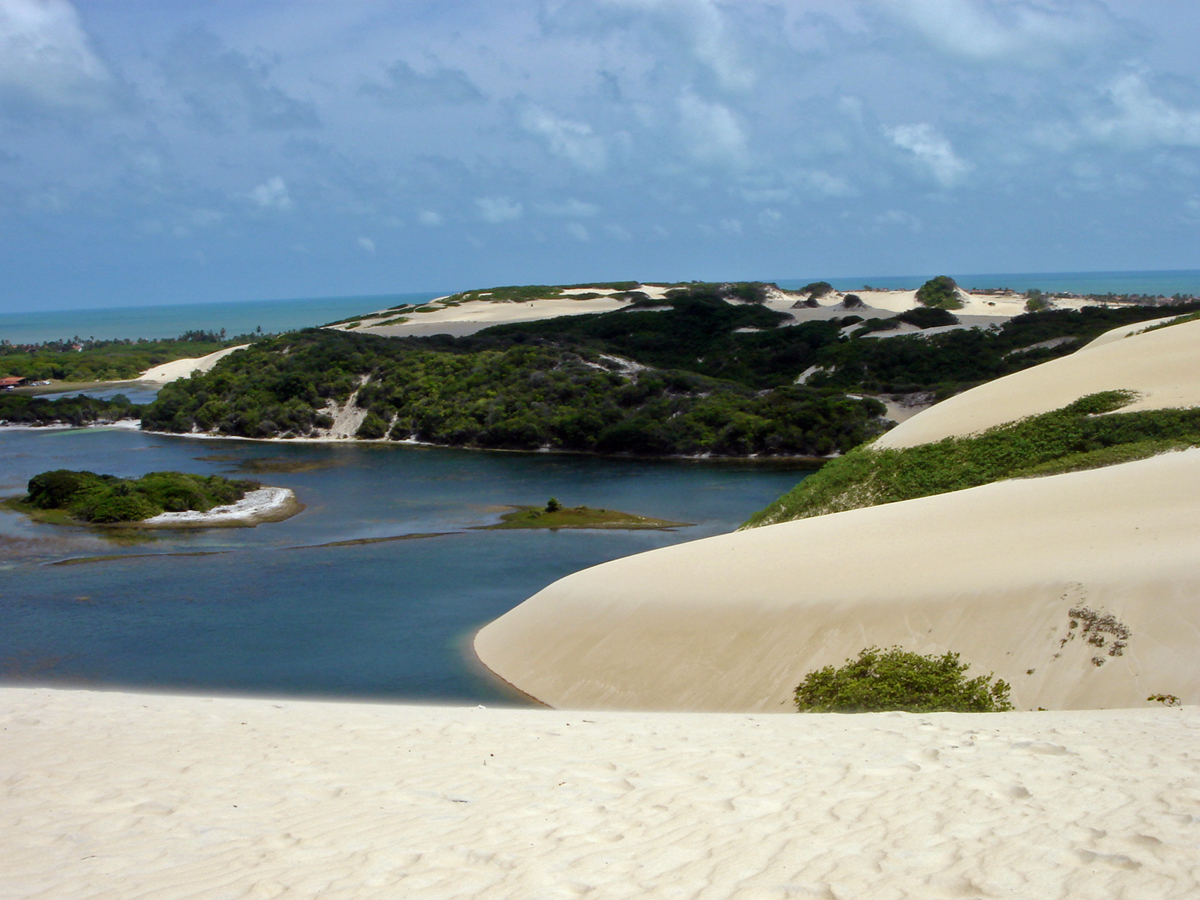
Dunas de Genipabu em Natal, no Rio Grande do Norte, no Brasil.

### Dunas migratórias
À semelhança das dunas estacionárias, o transporte dos grãos nas dunas migratórias segue, inicialmente, o ângulo do barlavento, depositando-se em seguida no sotavento, onde há forte turbulência. Desta forma, os grãos na base do barlavento migram até o sotavento. Esse deslocamento contínuo causa a migração de todo o corpo da duna.

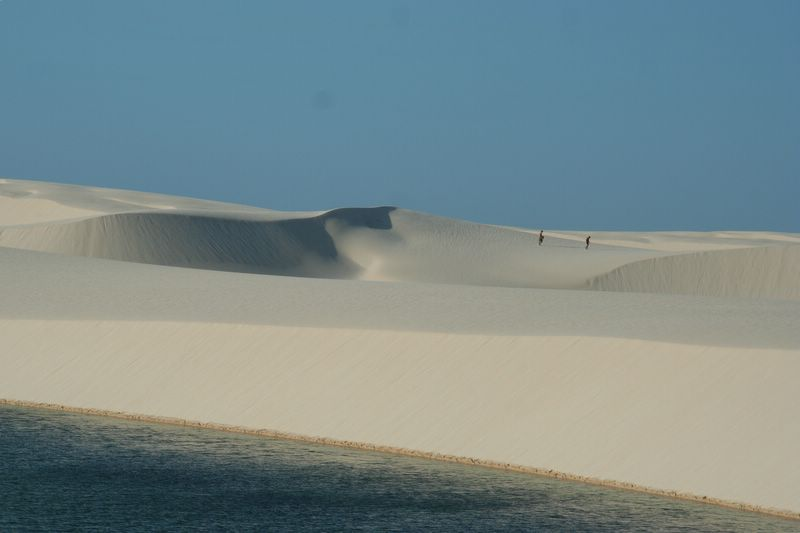
Lençóis Maranhenses, no Maranhão, no Brasil.

A migração de dunas ocasiona problemas de soterramento e de assoreamento. Vale lembrar que, devido à mobilidade causada pelos ventos, dunas móveis jamais poderão servir de arcos de fronteiras.

### Dunas fósseis
As dunas fósseis, também conhecidas como dunas consolidadas ou paleodunas, correspondem a um estádio do processo de evolução da areia solta para a rocha arenito, processo que dura milhares de anos. Ao longo do tempo, a acção de um cimento calcário (proveniente da dissolução dos fragmentos de conchas que compõem a areia) ou argiloso provoca a aglutinação progressiva dos grãos de areia, originando a duna consolidada.

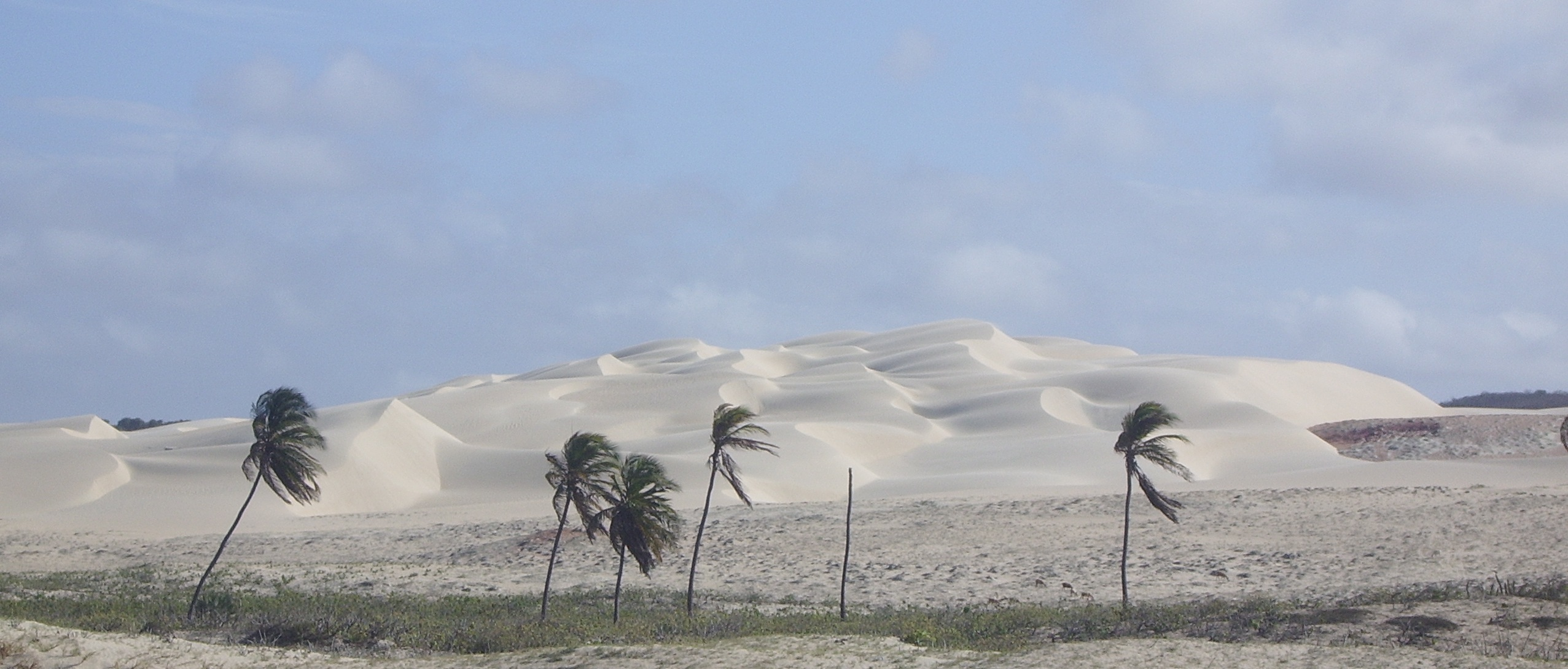
Dunas em Ponta do Mel, no Rio Grande do Norte, no Brasil.

Exemplo: dunas fósseis de Salir do Porto, do Magoito e de Oitavos no Parque Natural de Sintra-Cascais, em Portugal.

## Tipos de dunas marítimas

### Duna primária
Também conhecidas como «dunas embrionárias» ou «dunas móveis», as dunas primárias são as mais próximas do mar e caracterizam-se por configurarem uma faixa de cristas dunares, formadas por areias em estabilização. Esta faixa dunar é coroada por uma elevação longitudinal, mais ou menos paralela à linha da costa, a qual é depois recoberta por vegetação herbácea perene.
As já referidas areias em estabilização, por seu turno, resultam da acumulação sucessiva das areias transportadas pelo vento, as quais são fixadas essencialmente pelo estorno (Ammophila arenaria), planta que desempenha um papel percursor na fixação dunar. A coroar estas dunas, assoma uma elevação longitudinal mais ou menos paralela à linha da costa, a qual se pauta por uma maior cobertura vegetal em extensão, ocorrendo aí maior diversidade específica.
Além do estorno, há outras espécies que podem desempenhar papéis análogos, na tarefa da fixação das dunas, como os cordeirinhos-da-praia (Otanthus maritimus), a granza-maritima (Crucianella maritima), a morganheira-da-praia (Euphorbia paralias), a couve-marinha (Calystegia soldanella), o cardo-marítimo (Eryngium maritimum) e a luzerna-da-praia (Medicago marina).

### Duna hidráulica
Também conhecidas como «praia submersa», as dunas hidráulicas são formadas por efeito das correntes marítimas, da deriva litoral. As dunas hidráulicas permitem à onda rebentar antes da linha de costa e perder progressivamente força e energia. A construção de obstáculos artificiais, como pontões de proteção e barreiras de tetrápodes, interrompe a deriva litoral e tende a fazer desaparecer o banco de areia. Assim, quando deixa de ser constrangida pela duna submersa, a rebentação aproxima-se da costa e a energia libertada agrava o impacto erosivo.
As dunas hidráulicas contam com uma coroa ou crista alargada que se estendem transversalmente à direcção do fluxo das águas, na deriva litoral. De cima, a crista da duna vê-se com um formato sinuoso ou aluado.

## Interação entre dunas
Existem diferentes teorias sobre a interação das dunas: uma é que dunas de tamanhos diferentes colidem e continuam colidindo até formar uma duna gigante, embora esse fenómeno ainda não tenha sido observado na natureza. Outra teoria é que as dunas podem colidir e trocar massa - como bolas de bilhar ressaltando umas nas outras - até que tenham o mesmo tamanho e se movam à mesma velocidade. Ainda assim, estas teorias ainda precisam de ser validadas experimentalmente.